# Trojan Records
Trojan Records és una discogràfica anglesa, creada per Lee Gopthal el 1967, que produeix i distribueix grans èxits internacionals de ska, skinhead reggae, reggae, dub, i dancehall des dels anys 60. Posteriorment va enfocar el seu treball a la realització de recopilatoris (Box Set) de grups i artistes clàssics.